# Агостіно Депретіс
Агостіно Депретіс (італ. Agostino Depretis; 1813—1887) — італійський політик і державний діяч, тричі, з перервами очолював кабінет міністрів Італії.

## Біографія
Агостіно Депретіс народився 31 січня 1813 в Брессана-Боттароне. Після того, як здобув юридичну освіту в Турині, зайнявся адвокатурою.
У 1848 році був обраний депутатом і приєднався до опозиційної «лівої» партії, відрізняючись, однак, помірністю у своїй опозиції. Він заснував у Турині газету «Progresso», яку згодом замінила «Diritto». Беручи особливо діяльну участь у розробці фінансових питань, Депретіс зайняв впливове становище в палаті депутатів і був обраний її віцепрезидентом.
У 1859 році Камілло Бенсо ді Кавур призначив Депретіса губернатором у Брешіа, а в 1860 році Джузеппе Гарібальді запросив його в Сицилію і вручив йому продиктатуру. Тут Депретіс намагався примиряти політику Гарібальді з політикою Кавура, але зустрів протидію з боку Франческо Кріспа та вже у вересні 1860 року змушений був покинути острів.
У 1862 році Депретіс зайняв пост міністра публічних робіт у міністерстві Урбано Раттацці. Під час Австро-пруссько-італійської війни 1866 року був морським міністром. Невдачі італійського флоту викликали сильні нарікання на Депретіса, який, своєю чергою, намагався скласти провину на своїх попередників.
При реорганізації кабміну отримав портфель міністра фінансів, який зберігав до квітня 1867 року. Після смерті Ратацці, в 1873 році, Агостіно Депретіс став ватажком парламентської лівої фракції.
27 березня 1876 роки він став на чолі нового кабінету як міністр фінансів і президент ради. На загальних виборах того ж року прогресисти отримали понад 400 місць, а помірні — менше ніж 100. Незабаром, проте, в групах лівої почали виявлятися чвари, які викликали часту зміну членів міністерства і які Депретіс протягом наступних десяти років намагався побороти і згладити авторитетом своєї особистості. У березні 1878 року кабінет Депретіса вийшов у відставку, але наприкінці того ж року, після падіння кабінету Кайролі, Агостіно знову став на чолі міністерства, прийнявши в свої руки внутрішні справи. Однак вже 14 липня 1879 року несприятливе йому рішення палати спонукало його подати у відставку.
Замінив його Бенедетто Кайролі, який вступив з Депретісом у союз і привернув його до свого кабінету, запропонувавши йому портфель міністра внутрішніх справ (в листопаді 1879). Коаліція правої з групами Кріспа та Нікотеро залишила кабінет у меншості з питанням про вотування тимчасового бюджету; але міністерство завдяки новим виборам (1880) протрималося до травня 1881 року, коли впала внаслідок інтерпеляції по туніському питанню.
Після безрезультатної спроби Квінтіно Селли утворити нове міністерство формування кабінету знову було доручено Депретіса. З цього часу він старанно зайнявся здійсненням своєї ідеї так званого трансформізму: усвідомлюючи неможливість утворити міцну урядову більшість з однією лівою, він звернувся до центру і правого з наміром домогтися від них підтримки своєї програми. Попри складність завдання, він завдяки своїй спритності, розуму, спокою великою мірою її виконав. Ворожі йому групи лівої під керівництвом Кріспі, Нікотеро, Кайролі, Занарделлі і Баккаріні утворили між собою коаліцію (прозвану «пентархії»), яка не раз ставила кабінет Агостіно в складне становище.
У тому 1884 року міністерський кандидат на президентство в палаті отримав лише слабку більшість, і Депретіс подав у відставку, король, однак, не прийняв її, і Агостіно залишився на чолі кабінету. Подібна криза повторилася в червні 1885 року, коли палата  вотувала лише більшістю у чотири голоси бюджет міністерства закордонних справ, на чолі якого стояв Манчіні. Король знову переконав Депретіса залишитися президентом ради із заміною Манчіні графом де-Робілан. 1887 року невдачі в Абісинії сильно похитнули кабінет, Робілан вийшов з нього, і Депретіс узяв іноземні справи до свого відома; разом з тим, не знаходячи більше достатньої підтримки серед правих і центристів, він вирішив роззброїти пентархію, запропонувавши Кріспі портфель міністра внутрішніх справ, а Занарделлі — міністра юстиції (4 квітня 1887).
Через кілька місяців, 29 липня 1887 року, Депретіс помер, і влада перейшла до Кріспі.
Результати показали, що політика трансформизма, якої дотримувався Депретіс, сприяла розпаду парламентських партій і в загальному була шкідлива для правильного розвитку конституційних установ. В іноземній політиці, особливо у ставленні до Німеччини і Австрії, Агостіно дотримувався бажань короля. В області внутрішньої політики за Депретіса визнаються значні заслуги — знищення примусового курсу, скасування податку на помел, розширення мережі залізниць, виборча реформа і інші.